# Ли Цзихэн
Ли Цзихэ́н (кит. упр. 李纪恒, пиньинь Lǐ Jǐhéng, род. в январе 1957 года) - китайский политик. 
В 2019–2022 гг. министр по гражданским делам КНР. 
В 2016–2019 гг. глава парткома КПК АР Внутренняя Монголия.
В 2014–2016 гг. глава парткома КПК пров. Юньнань, до этого с 2011 года её губернатор.
Член КПК с октября 1976 года, член ЦК КПК 18 созыва (кандидат с 15 созыва).
В 1976-9 гг. учился на китайском факультете Университета Гуанси.
Получил докторскую степень в области администрирования сельскохозяйственной экономики в Китайской Академии общественных наук (АОН).
С марта 2005 года замглавы парткома АР Гуанси.
С июля 2006 года замглавы парткома пров. Юньнань (Юго-Западный Китай) и в 2006—2011 гг. глава провинциальной партшколы, с августа 2011 года губернатор провинции (первоначально и. о. как вице-губернатор), а с октября 2014 года глава её парткома (по 2016).
В 2016–2019 гг. глава парткома КПК Автономного района Внутренняя Монголия.
В середине 2015 года Ли Цзихэн сделал заявление о том, что все СМИ в Китае должны придерживаться политики Компартии Китая (КПК) независимо от того, являются ли они государственными или нет, а все новостные выпуски должны «решительно защищать власть партии». Он также отметил, что «честные» репортажи разрешены, но только в том случае, когда они соответствуют позиции КПК.